# 3500 Kobayashi
3500 Kobayashi eller A919 SD är en asteroid i huvudbältet, som upptäcktes 18 september 1919 av den tyske astronomen Karl Wilhelm Reinmuth i Heidelberg. Den har fått sitt namn efter den japanske amatörastronomen Takao Kobayashi.
Asteroiden har en diameter på ungefär 7 kilometer och den tillhör asteroidgruppen Flora.